# Myroslav Ivan Ljubačivs'kyj
Myroslav Ivan Ljubačivs'kyj (in ucraino: Мирослав Іван Любачівський; Dolyna, 24 giugno 1914 – Leopoli, 14 dicembre 2000) è stato un cardinale ucraino.
Fu nominato cardinale della Chiesa cattolica da papa Giovanni Paolo II.

## Biografia
Nacque a Dolyna il 24 giugno 1914.
Papa Giovanni Paolo II lo elevò al rango di cardinale nel concistoro del 25 maggio 1985.
Morì a Leopoli il 14 dicembre 2000 all'età di 86 anni.

## Genealogia episcopale e successione apostolica
La genealogia episcopale è:
- Cardinale Scipione Rebiba
- Cardinale Giulio Antonio Santori
- Cardinale Girolamo Bernerio, O.P.
- Arcivescovo Galeazzo Sanvitale
- Cardinale Ludovico Ludovisi
- Cardinale Luigi Caetani
- Cardinale Ulderico Carpegna
- Cardinale Paluzzo Paluzzi Altieri degli Albertoni
- Papa Benedetto XIII
- Papa Benedetto XIV
- Papa Clemente XIII
- Cardinale Enrico Benedetto Stuart
- Papa Leone XII
- Cardinale Chiarissimo Falconieri Mellini
- Cardinale Camillo Di Pietro
- Cardinale Mieczysław Halka Ledóchowski
- Cardinale Jan Maurycy Paweł Puzyna de Kosielsko
- Arcivescovo Józef Bilczewski
- Arcivescovo Bolesław Twardowski
- Arcivescovo Eugeniusz Baziak
- Papa Giovanni Paolo II
- Cardinale Myroslav Ivan Ljubačivs'kyj

La successione apostolica è:
- Arcivescovo Jan Martyniak (1989)
- Vescovo Mychajlo Koltun, C.SS.R. (1993)
- Vescovo Julijan Gbur, S.V.D. (1994)
- Vescovo Vasyl' Ihor Medvit, O.S.B.M. (1994)